# Smerinthini
Tribu
La tribu des Smerinthini regroupe des insectes lépidoptères de la famille des Sphingidae, de la sous-famille des Smerinthinae.

## Systématique
- La tribu des Smerinthini a été décrite par les entomologistes britanniques Augustus Radcliffe Grote et Coleman Townsend Robinson en 1865.

### Taxinomie
Liste des genres
- Acanthosphinx Aurivillius, 1891
- Afroclanis Carcasson, 1968
- Afrosataspes Basquin & Cadiou, 1986
- Afrosphinx Carcasson, 1968
- Agnosia Rothschild & Jordan, 1903
- Amorpha Hübner, 1809
- Anambulyx Rothschild & Jordan, 1903
- Andriasa Walker, 1856
- Avinoffia Clark, 1929
- Cadiouclanis Eitschberger, 2007
- Callambulyx Rothschild & Jordan, 1903
- Ceridia Rothschild & Jordan, 1903
- Chloroclanis Carcasson, 1968
- Clanidopsis Rothschild & Jordan, 1903
- Clanis Hübner, 1819
- Coequosa Walker, 1856
- Craspedortha Mell, 1922
- Cypa Walker, 1865
- Cypoides Matsumura, 1921
- Daphnusa Walker, 1856
- Dargeclanis Eitschberger, 2007
- Degmaptera Hampson, 1896
- Falcatula Carcasson, 1968
- Grillotius Rougeot, 1973
- Gynoeryx Carcasson, 1968
- Imber Moulds, Tuttle & Lane, 2010
- Langia Moore, 1872
- Laothoe Fabricius, 1807
- Larunda Kernbach, 1954
- Leptoclanis Rothschild & Jordan, 1903
- Leucophlebia Westwood, 1847
- Likoma Rothschild & Jordan, 1903
- Lophostethus Butler, 1876
- Lycosphingia Rothschild & Jordan, 1903
- Malgassoclanis Carcasson, 1968
- Marumba Moore, 1882
- Microclanis Carcasson, 1968
- Mimas Hübner, 1819
- Morwennius Cassidy, Allen & Harman, 2002
- Neoclanis Carcasson, 1968
- Neopolyptychus Carcasson, 1968
- Opistoclanis Jordan, 1929
- Oplerclanis Eitschberger, 2007
- Pachysphinx Rothschild & Jordan, 1903
- Paonias Hübner, 1819
- Parum Rothschild & Jordan, 1903
- Phyllosphingia Swinhoe, 1897
- Phylloxiphia Rothschild & Jordan, 1903
- Pierreclanis Eitschberger, 2007
- Platysphinx Rothschild & Jordan, 1903
- Poliodes Rothschild & Jordan, 1903
- Polyptychoides Carcasson, 1968
- Polyptychopsis Carcasson, 1968
- Polyptychus Hübner, 1819
- Pseudandriasa Carcasson, 1968
- Pseudoclanis Rothschild, 1894
- Pseudopolyptychus Carcasson, 1968
- Rhadinopasa Karsch, 1891
- Rhodambulyx Mell, 1939
- Rhodoprasina Rothschild & Jordan, 1903
- Rufoclanis Carcasson, 1968
- Sataspes Moore, 1858
- Smerinthulus Huwe, 1895
- Smerinthus Latreille, 1802
- Viriclanis Aarvik, 1999
- Xenosphingia Jordan, 1920

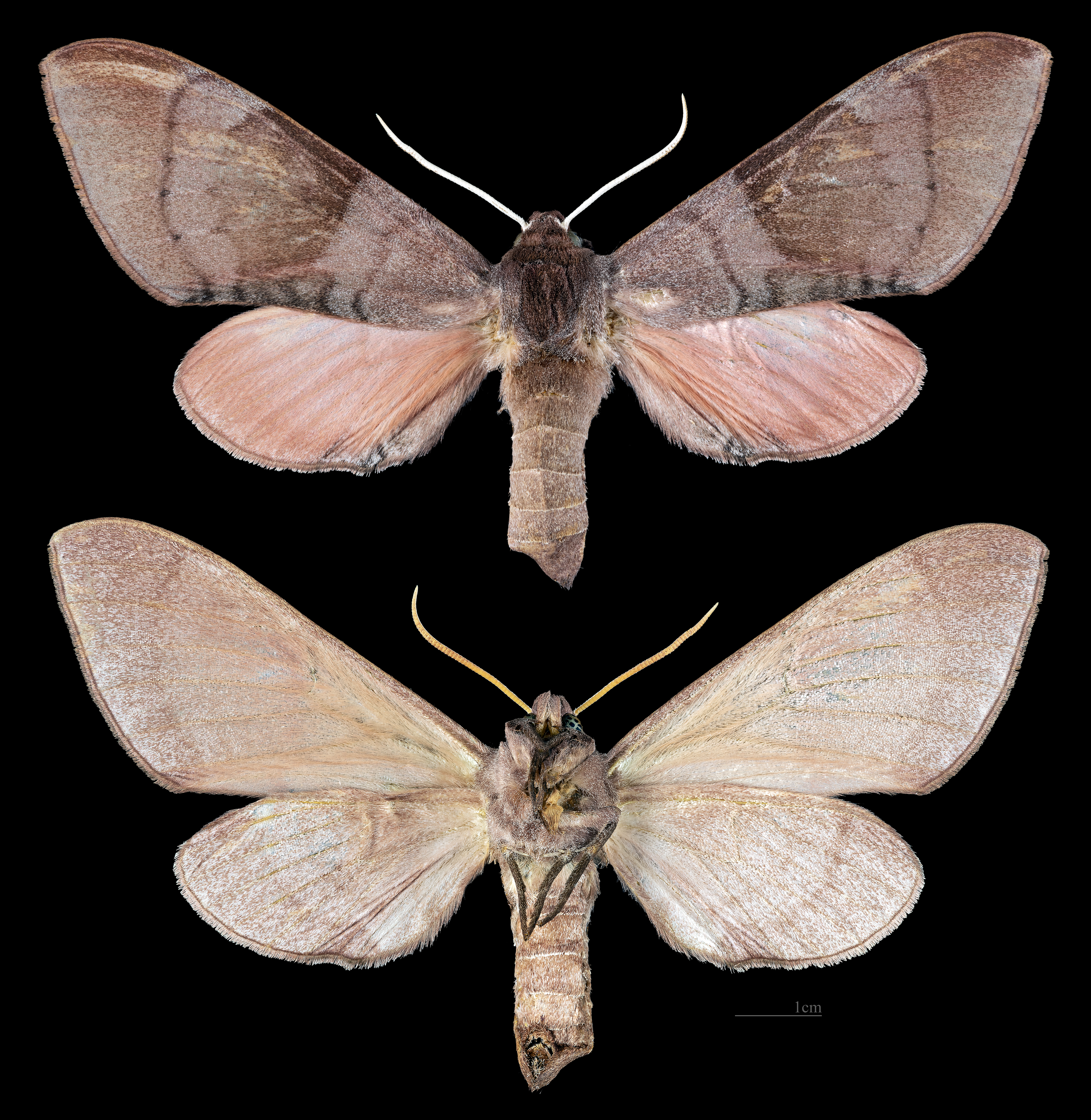
Agnosia
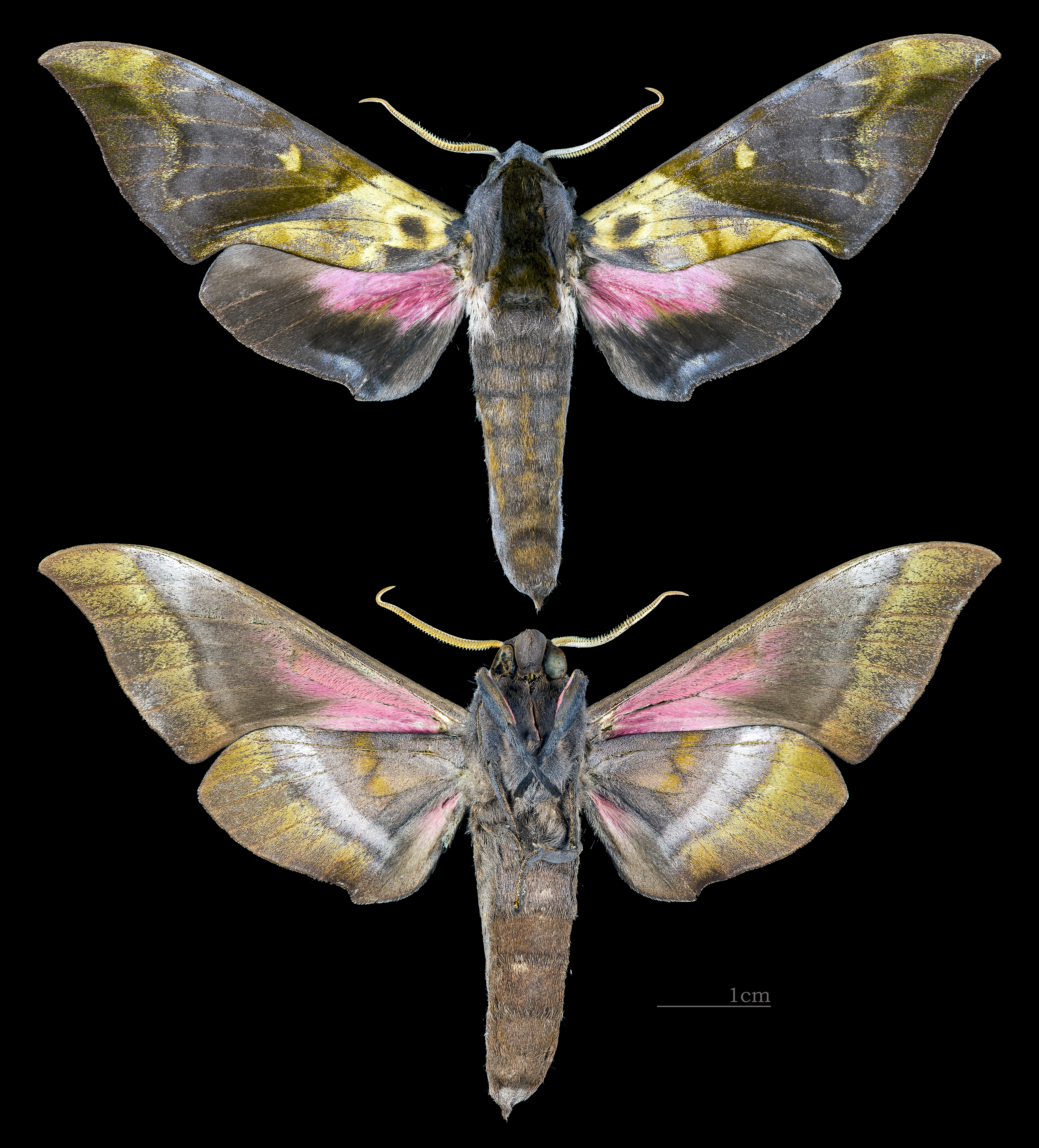
Anambulyx
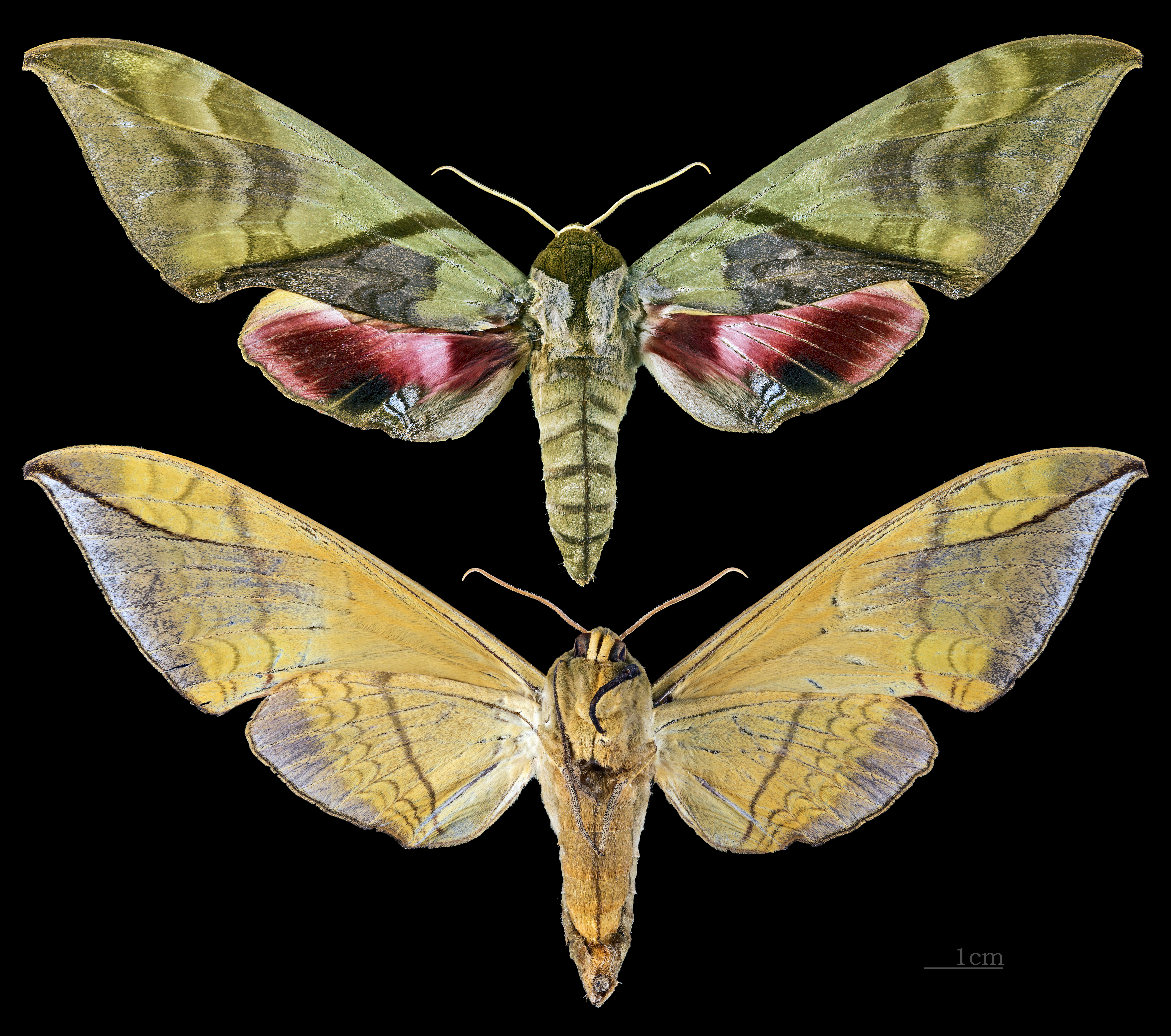
Callambulyx
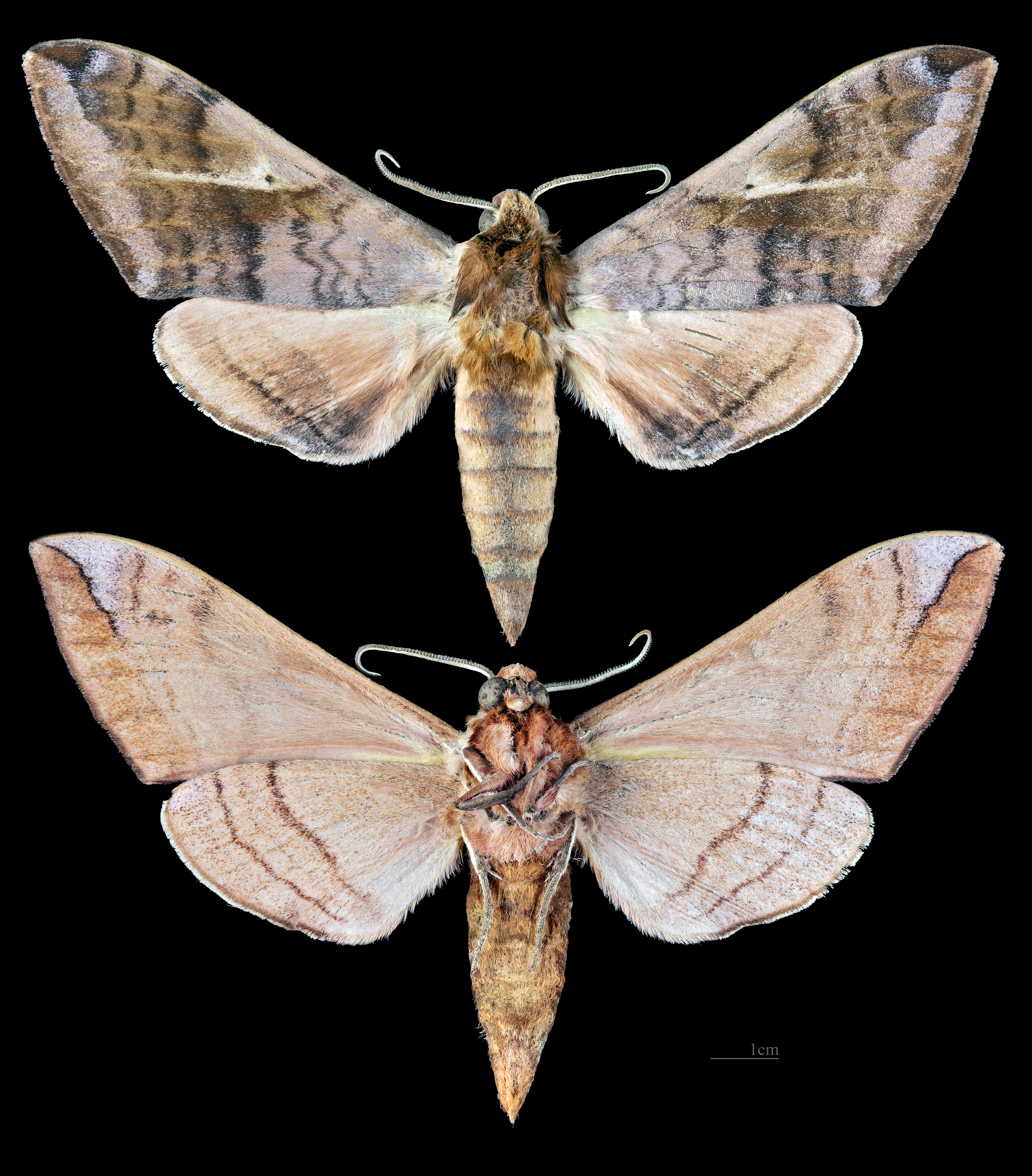
Clanidopsis
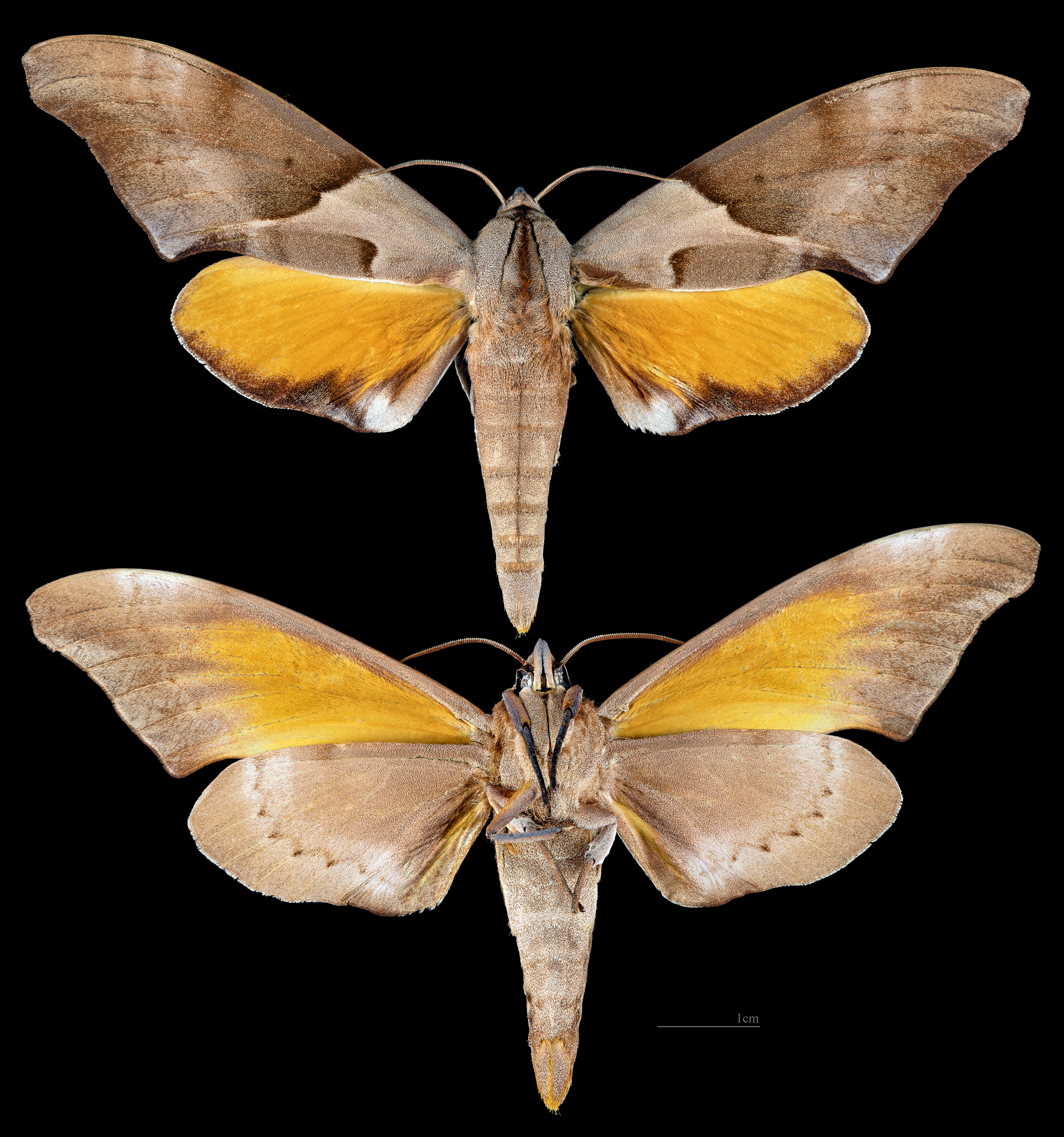
Coequosa
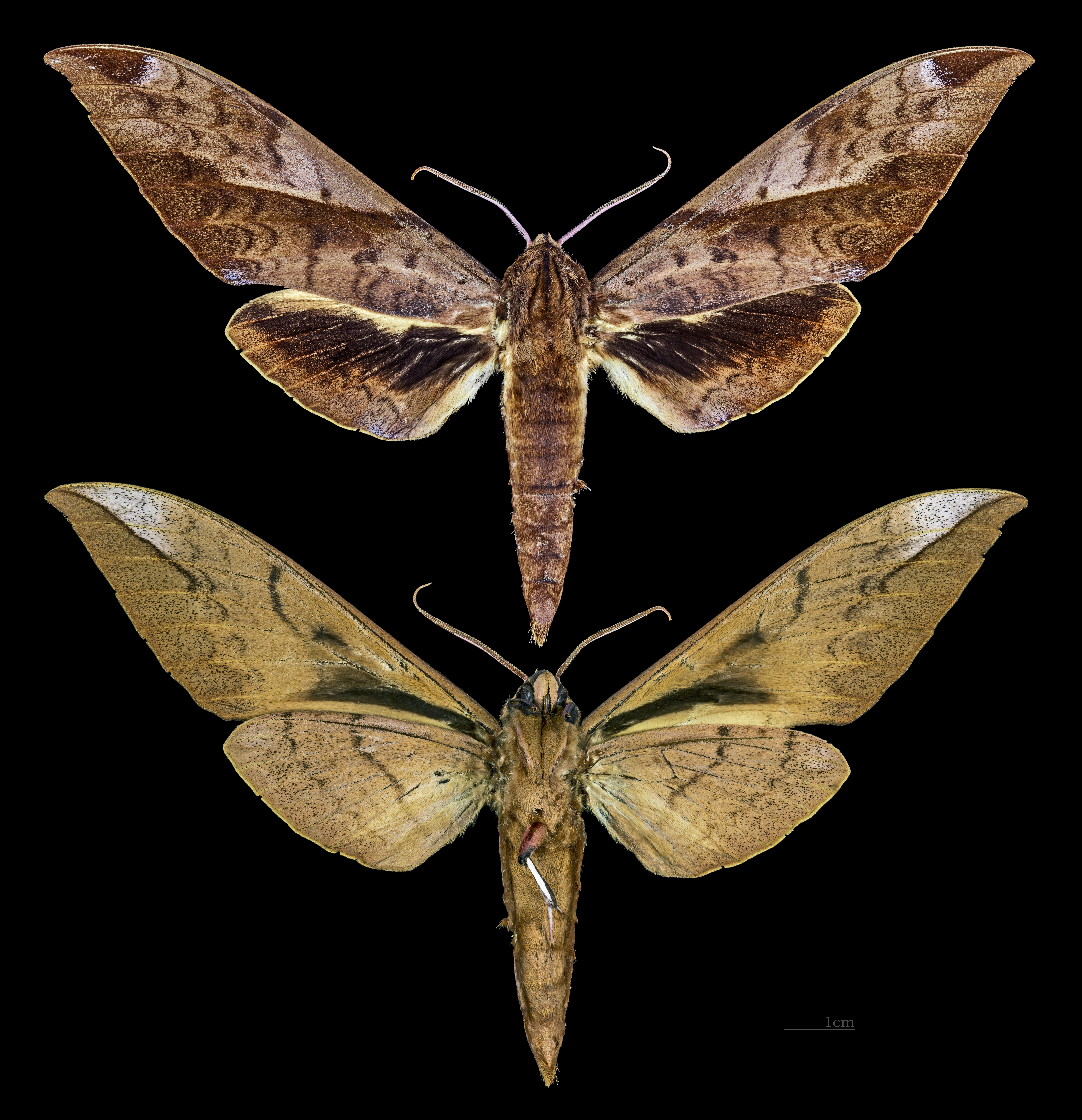
Clanis
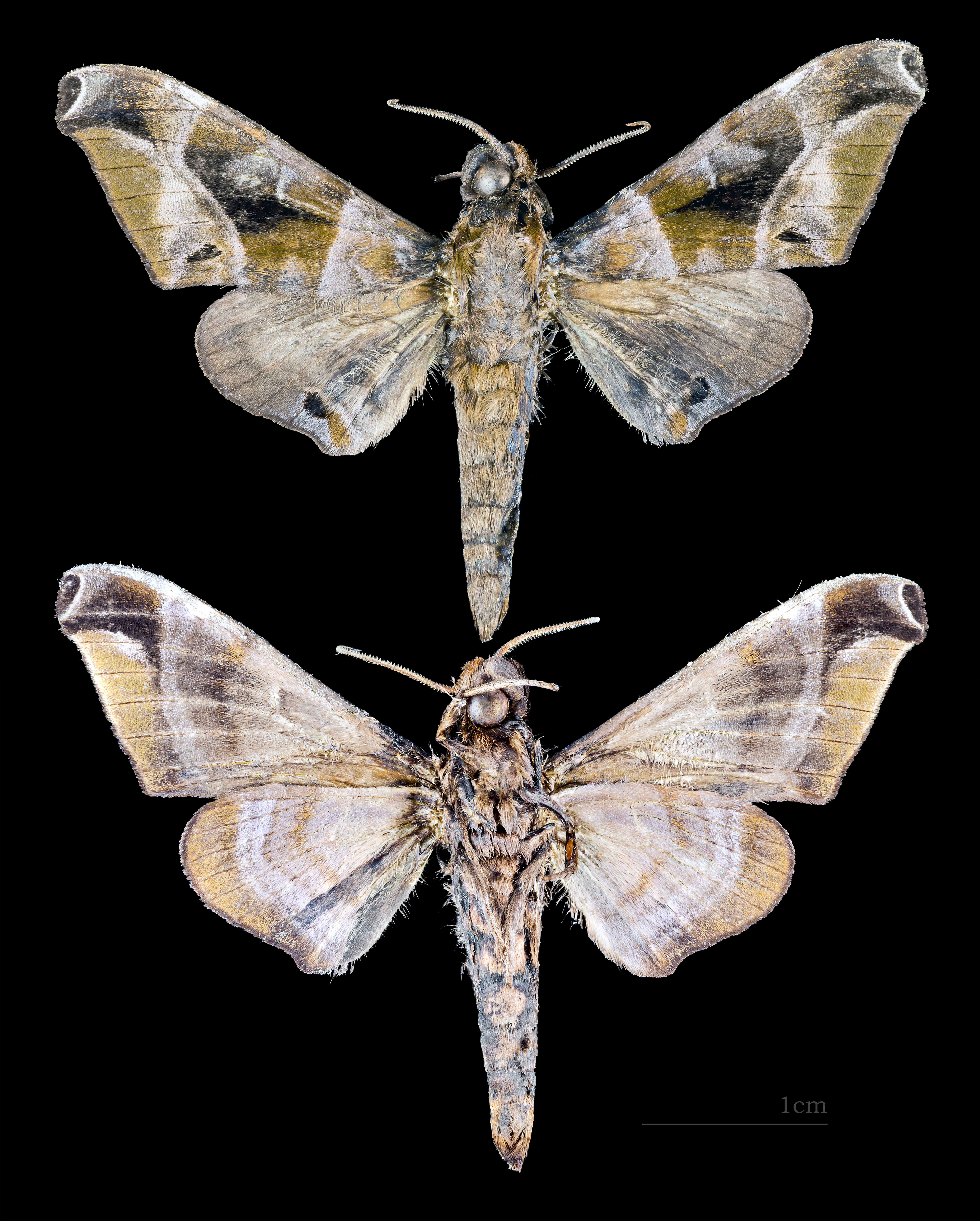
Craspedortha
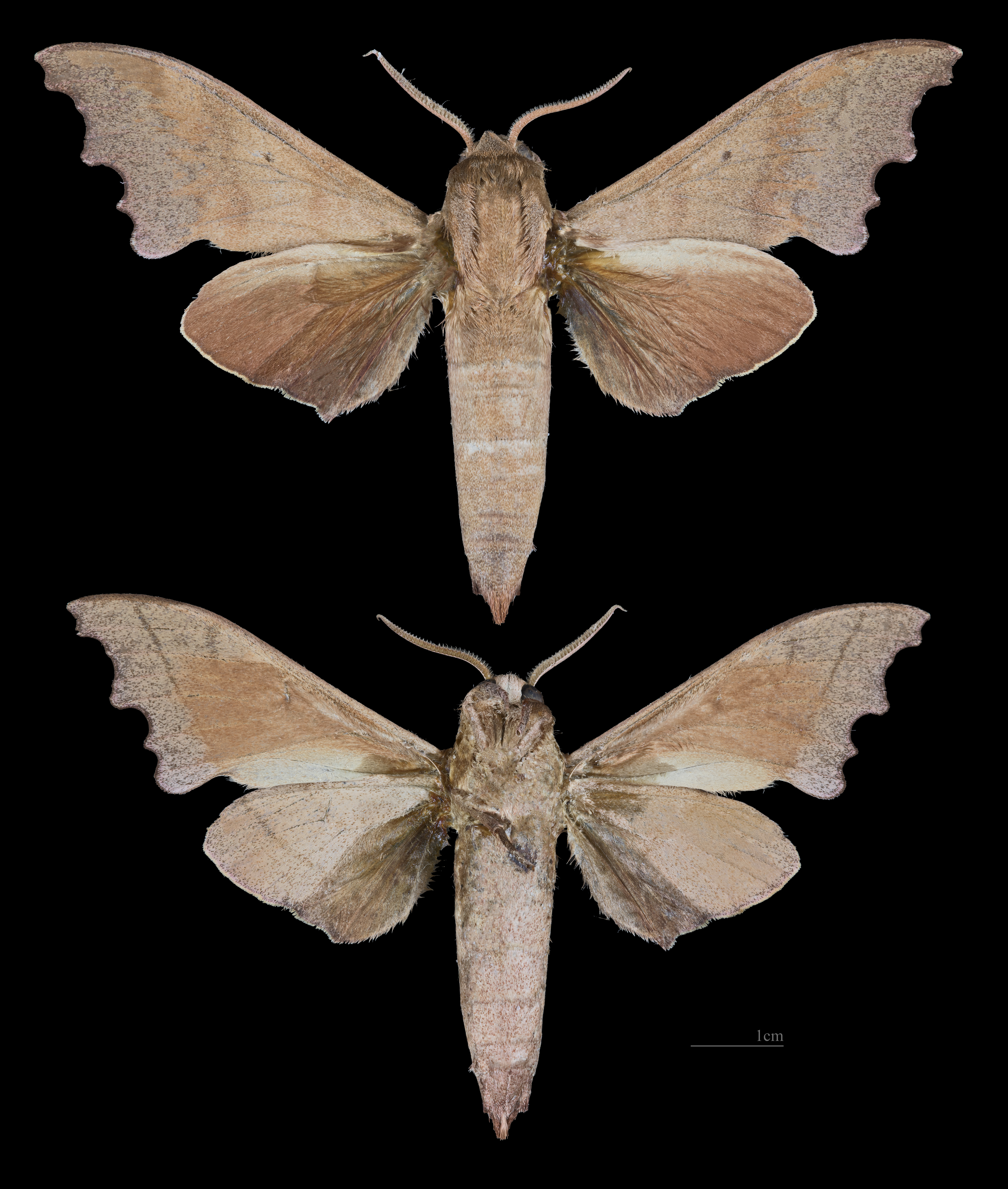
Cypa
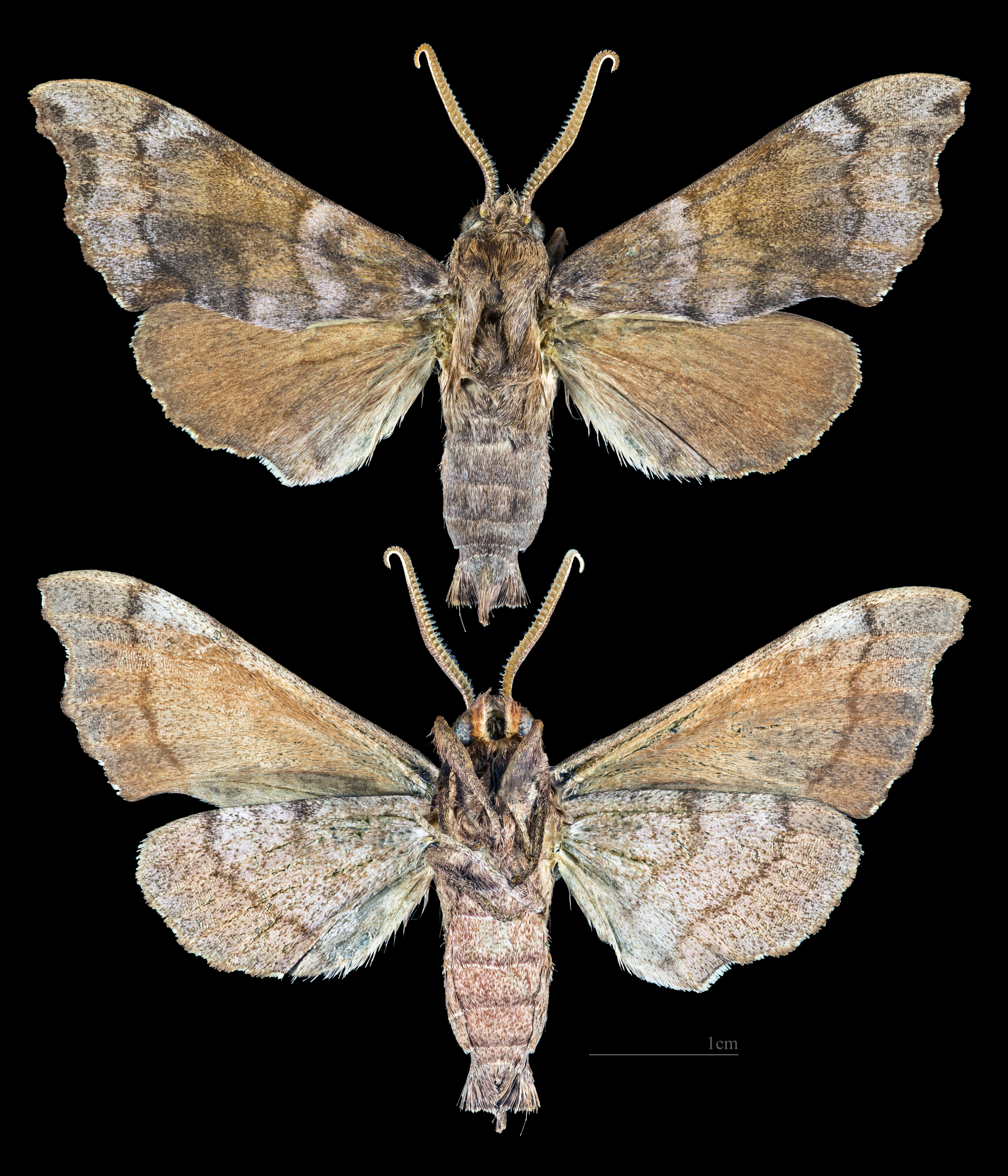
Cypoides
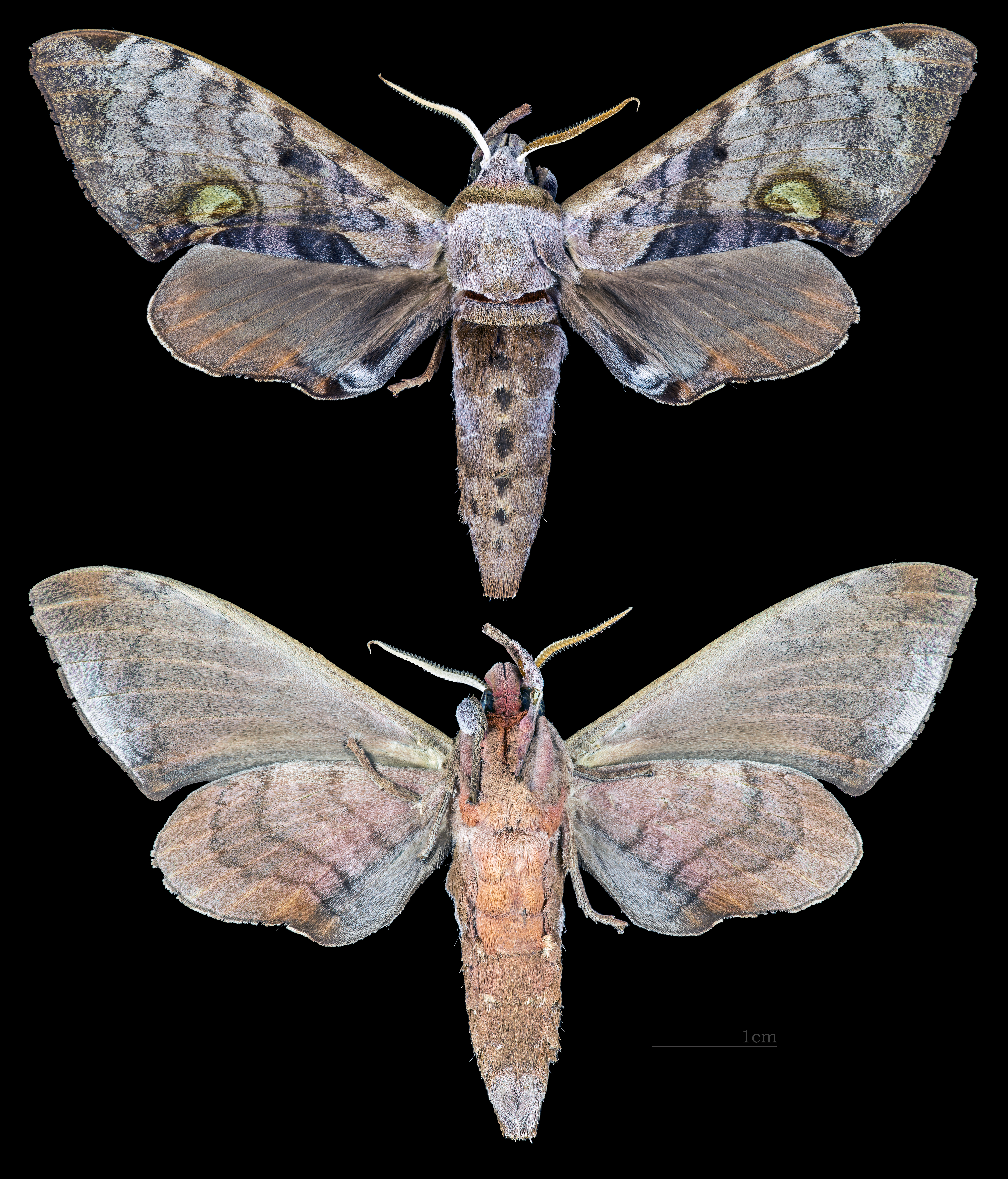
Daphnusa
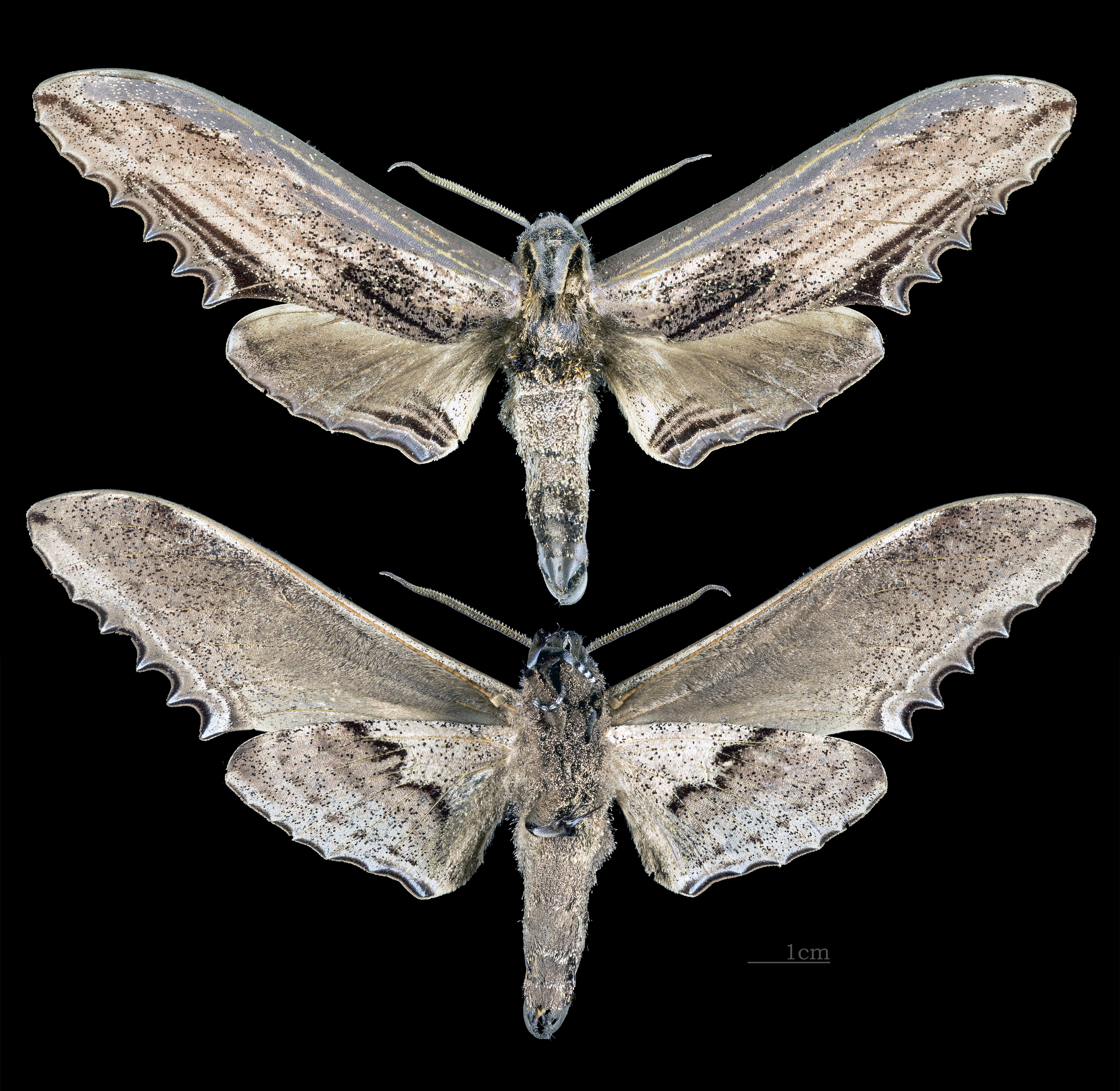
Langia
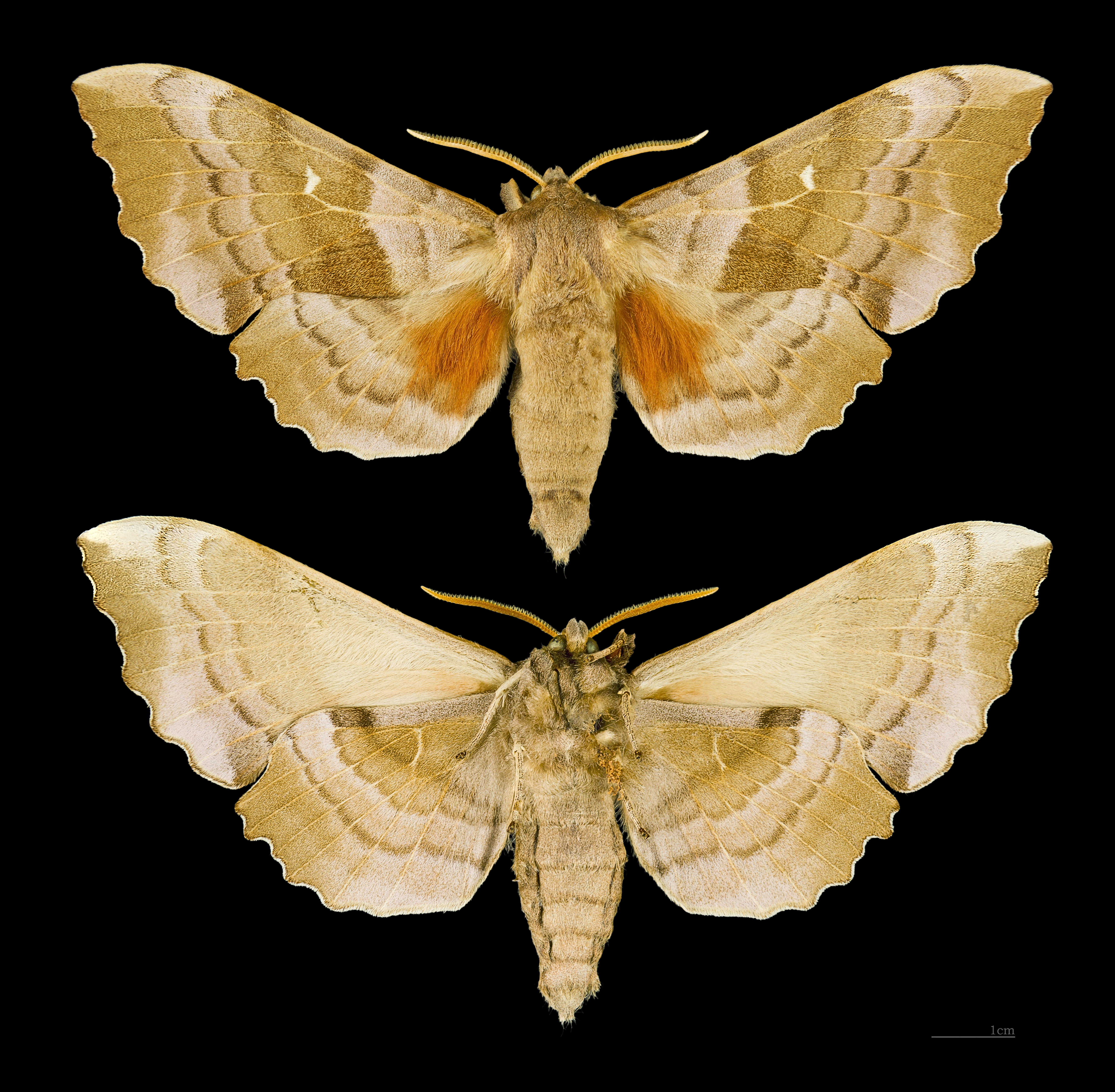
Laothoe
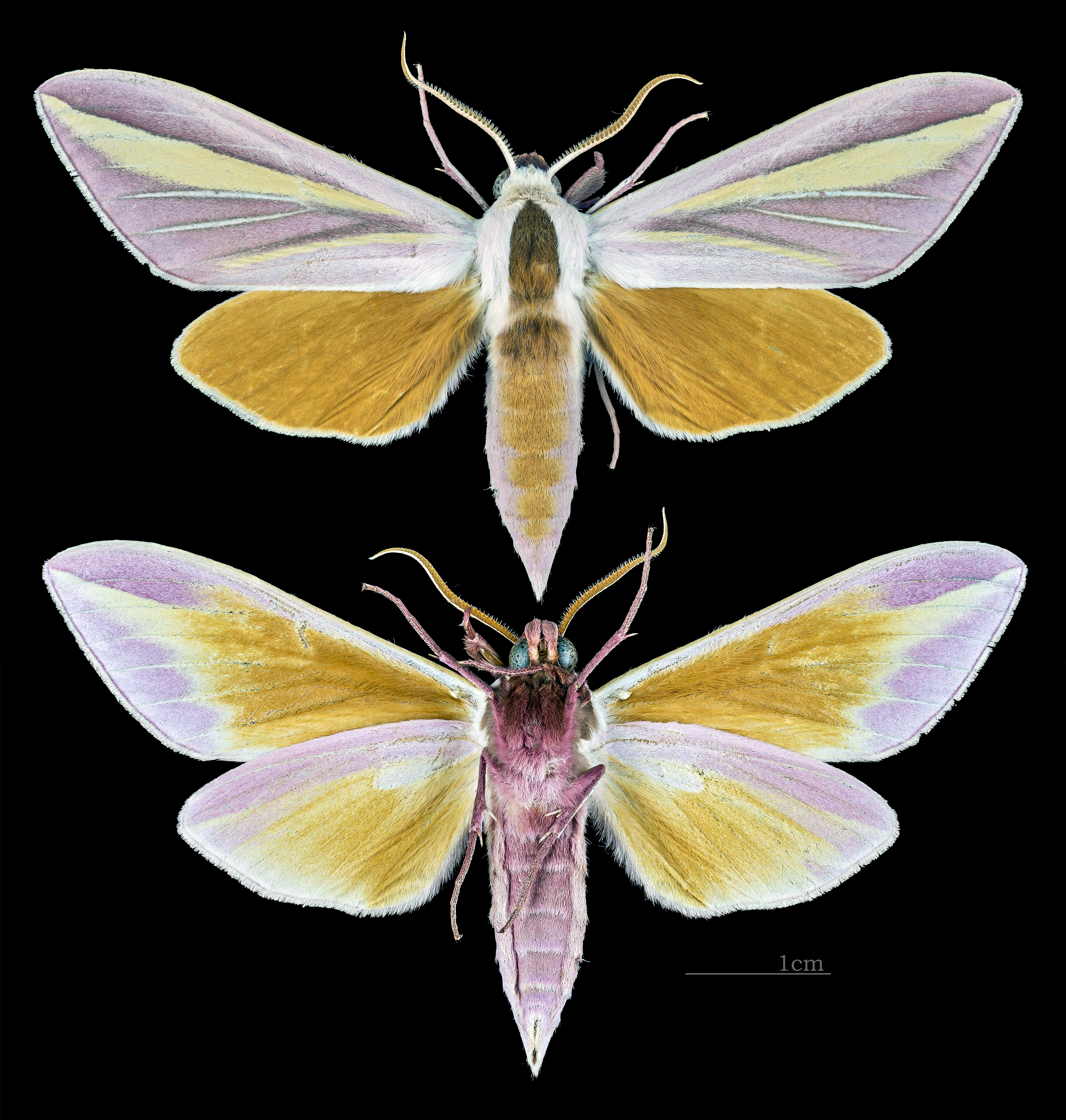
Leucophlebia
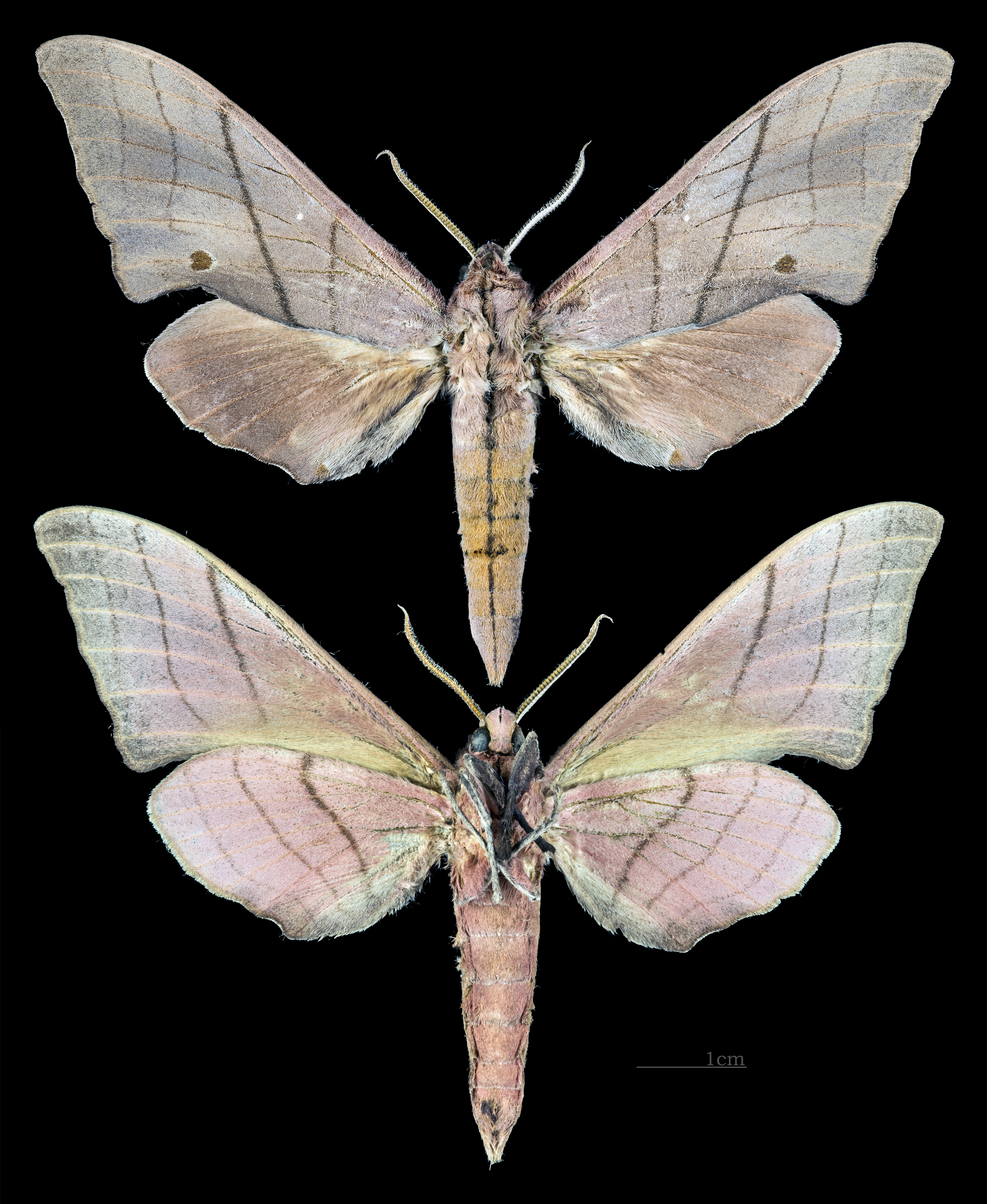
Marumba
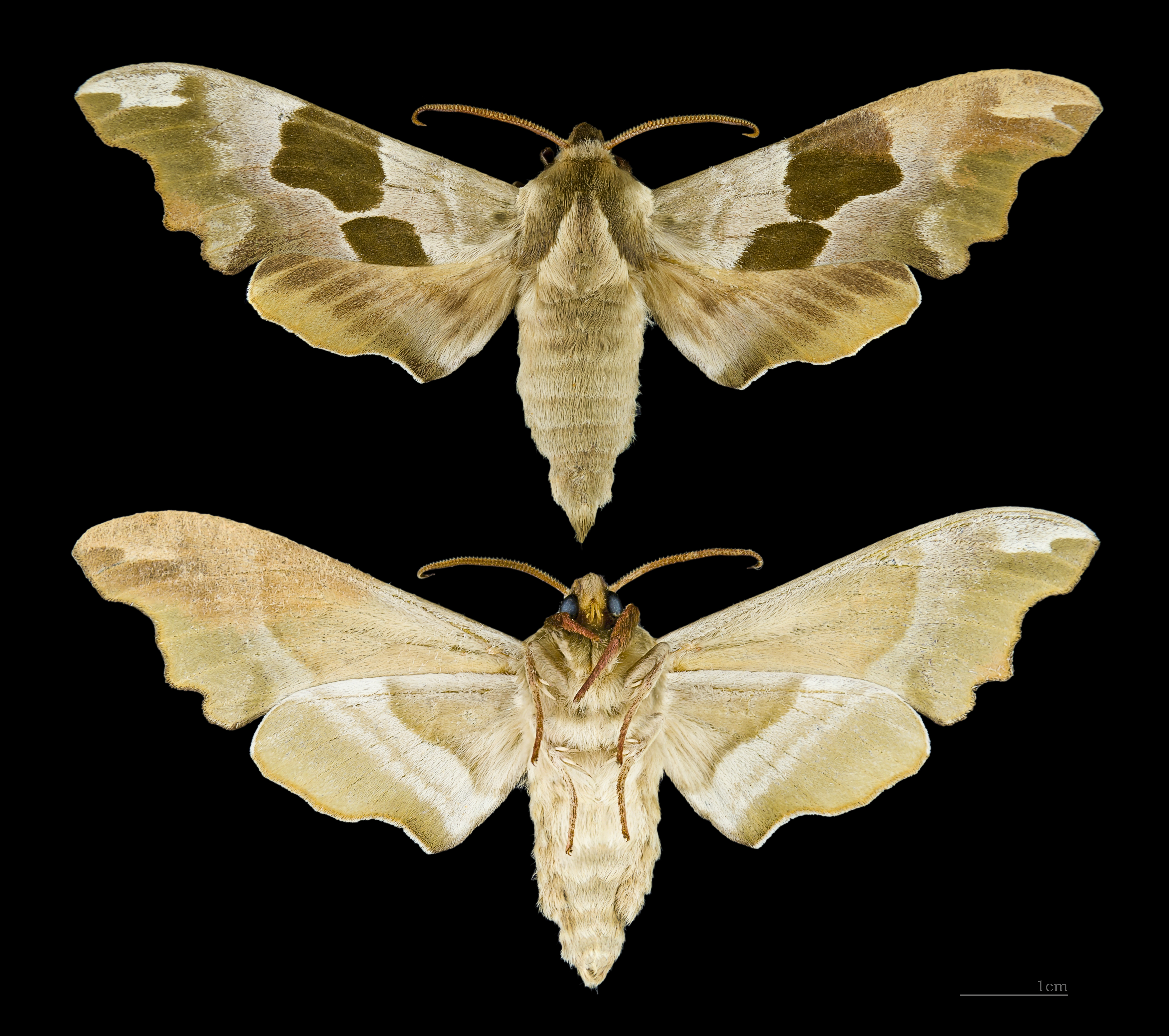
Mimas
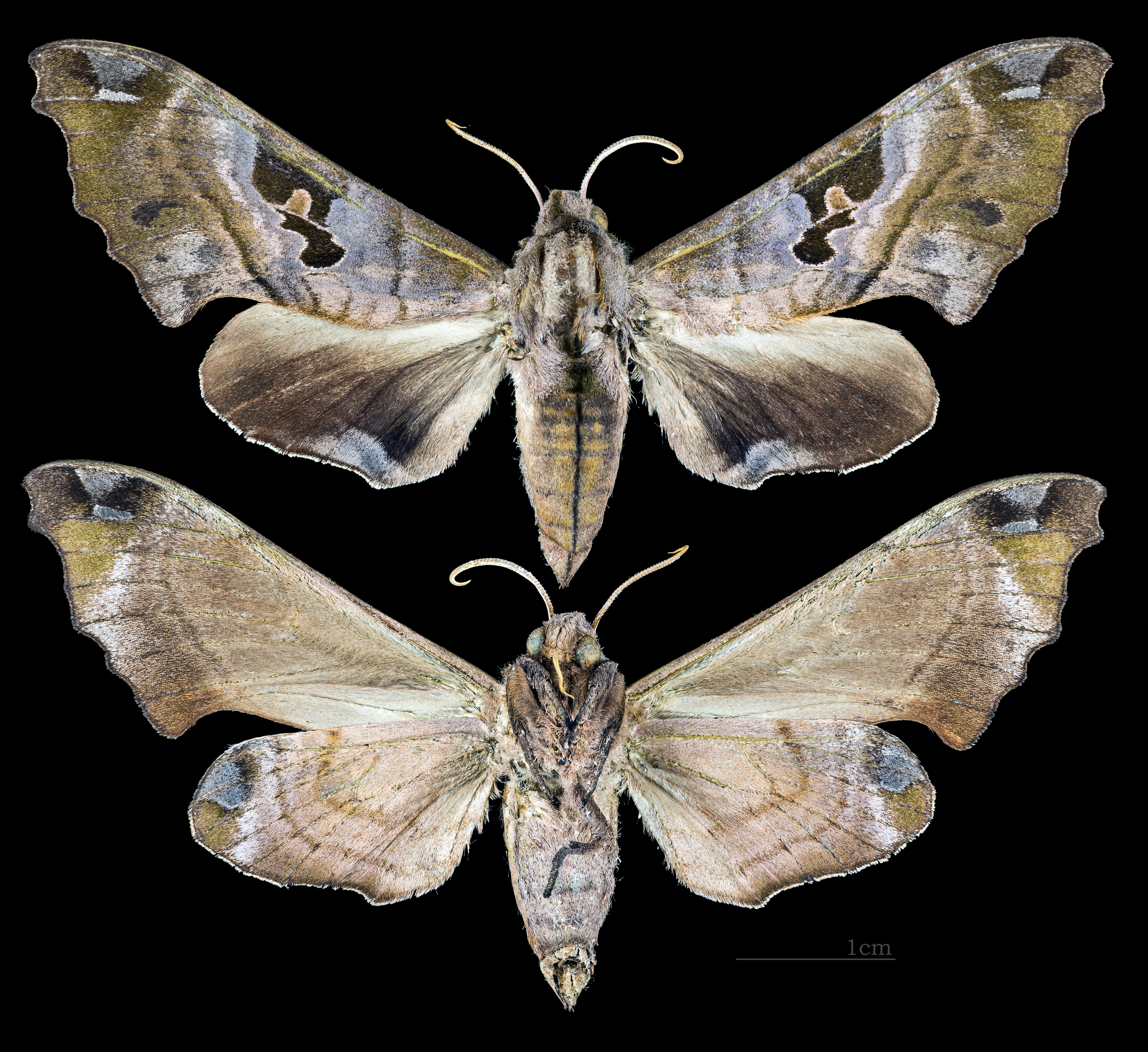
Morwennius
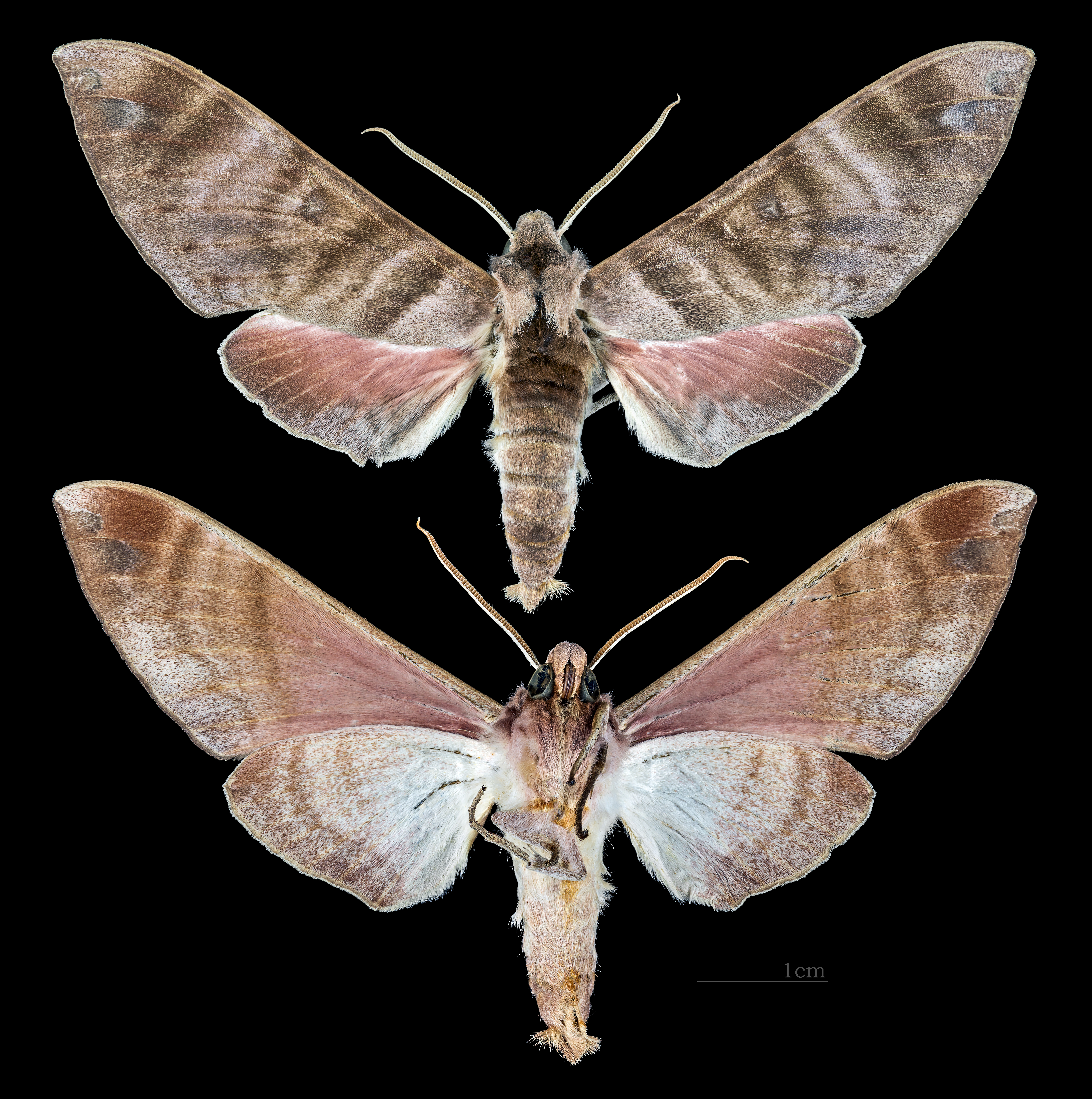
Opistoclanis
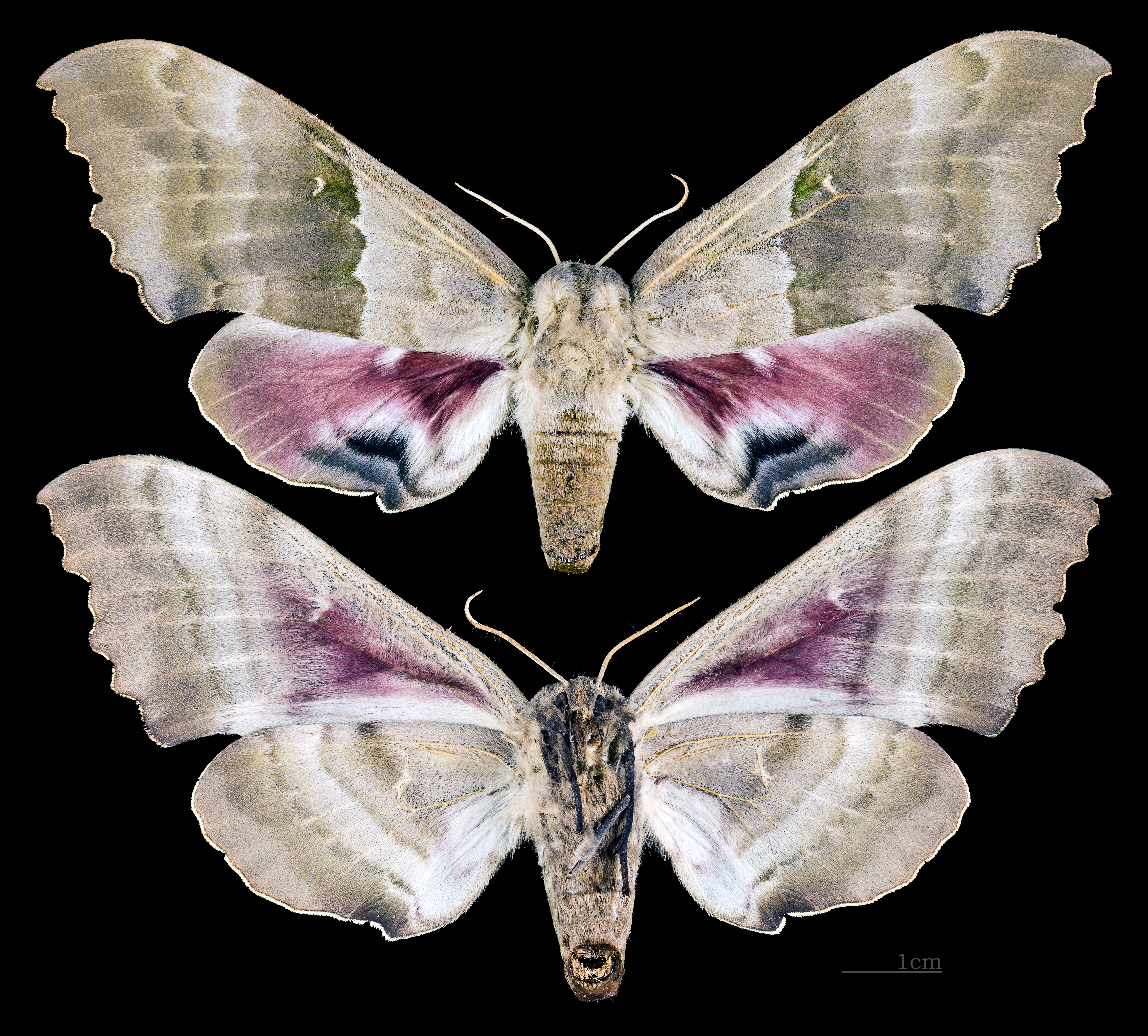
Pachysphinx
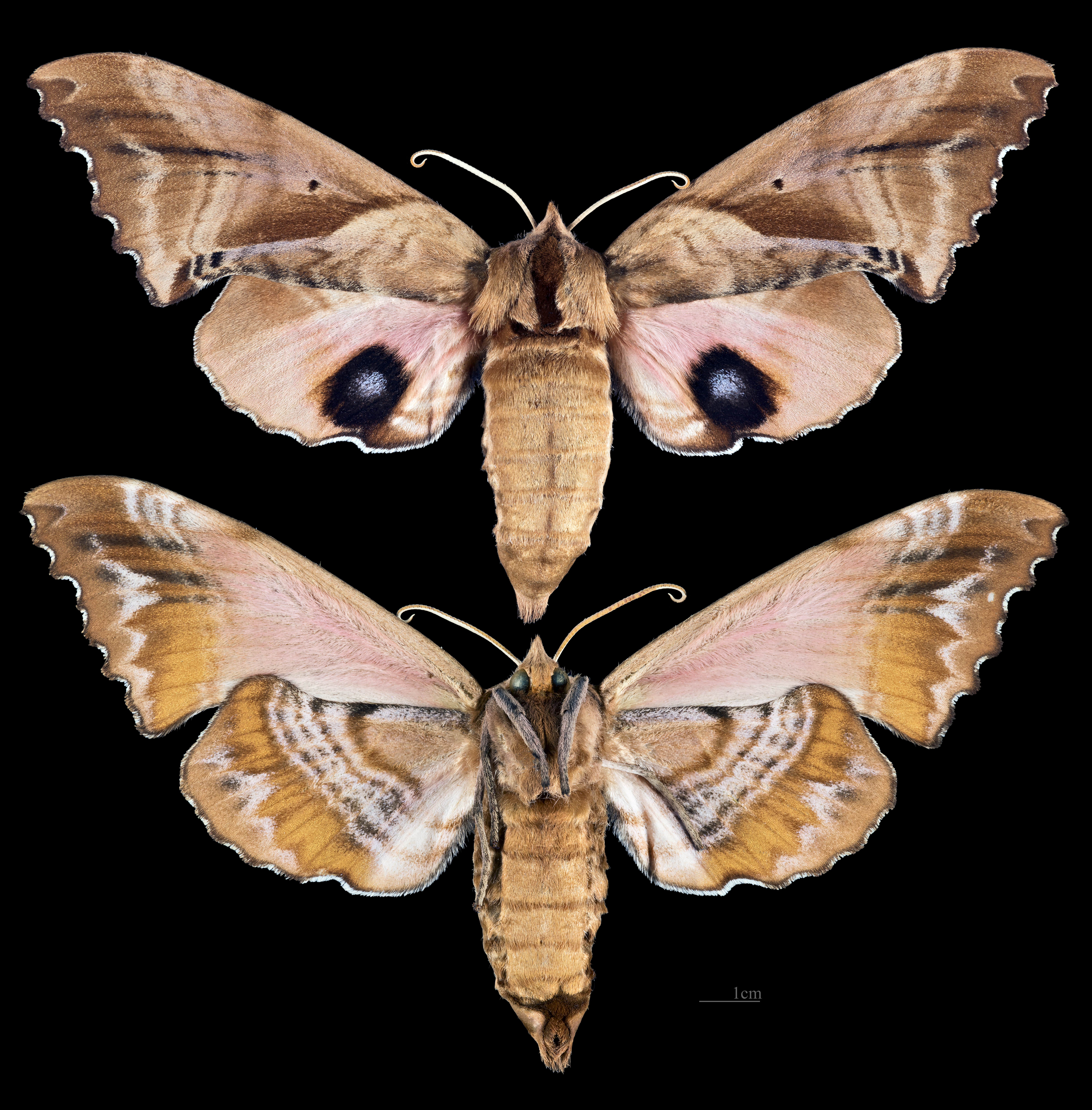
Paonias
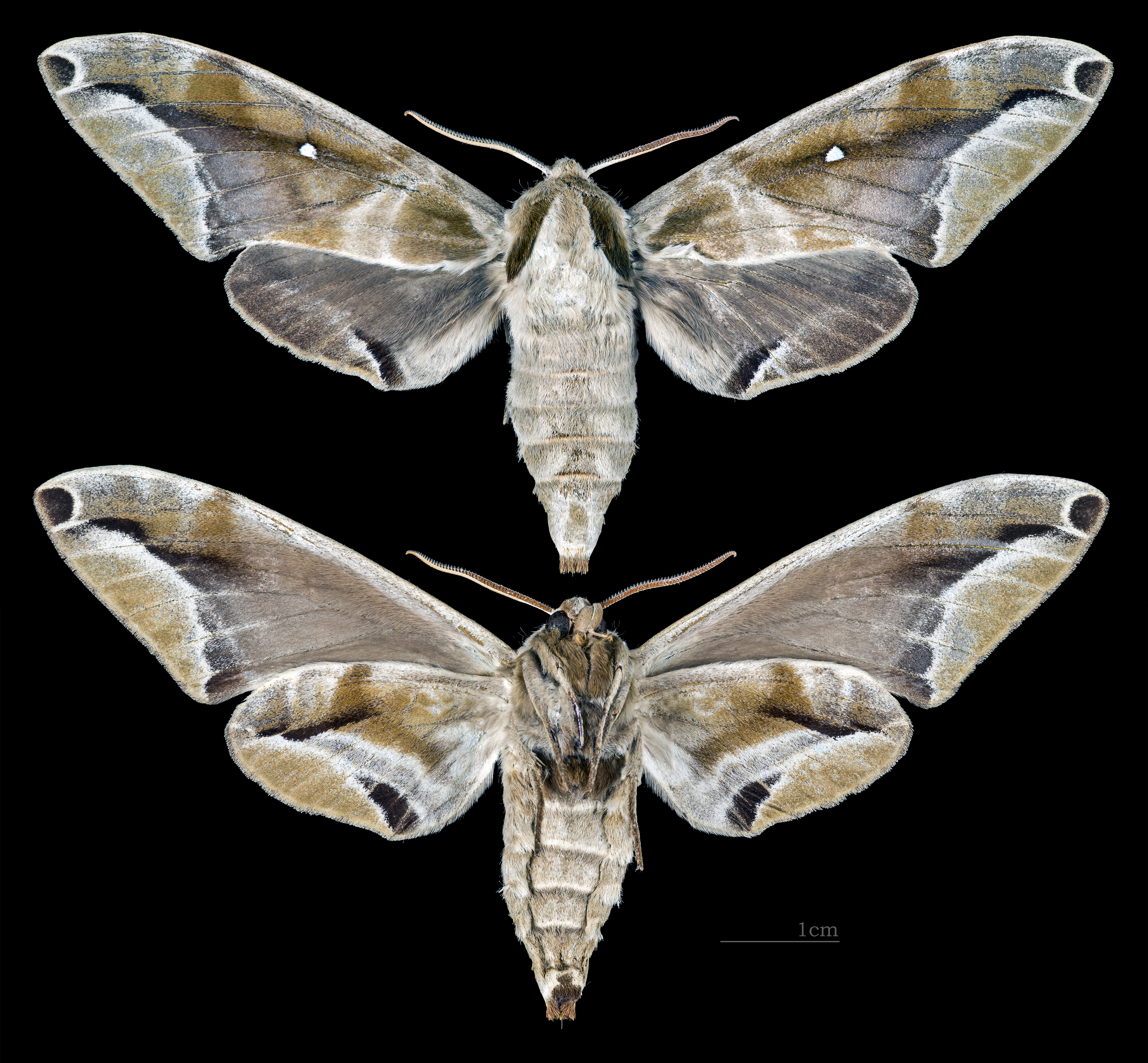
Parum
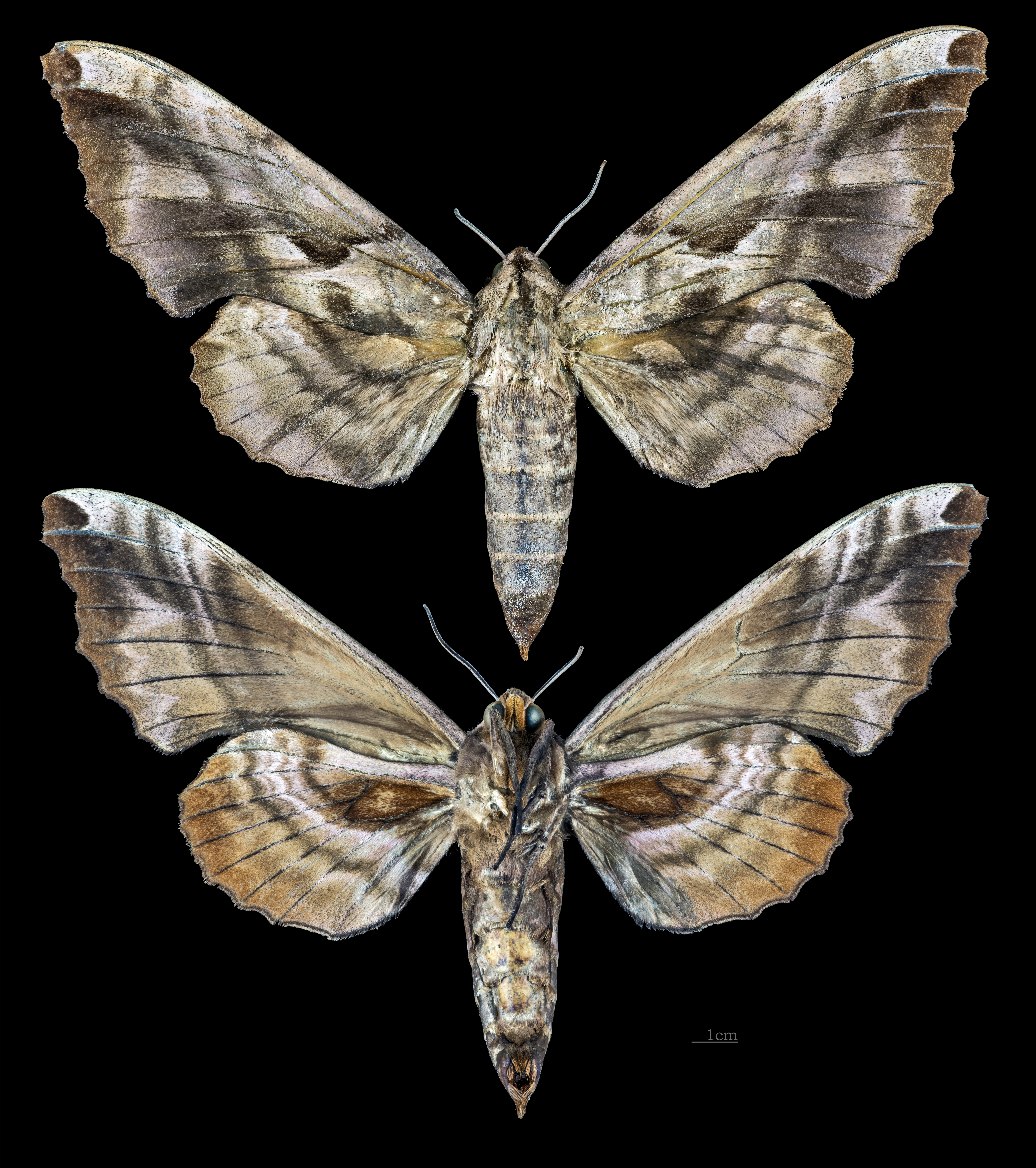
Phyllosphingia
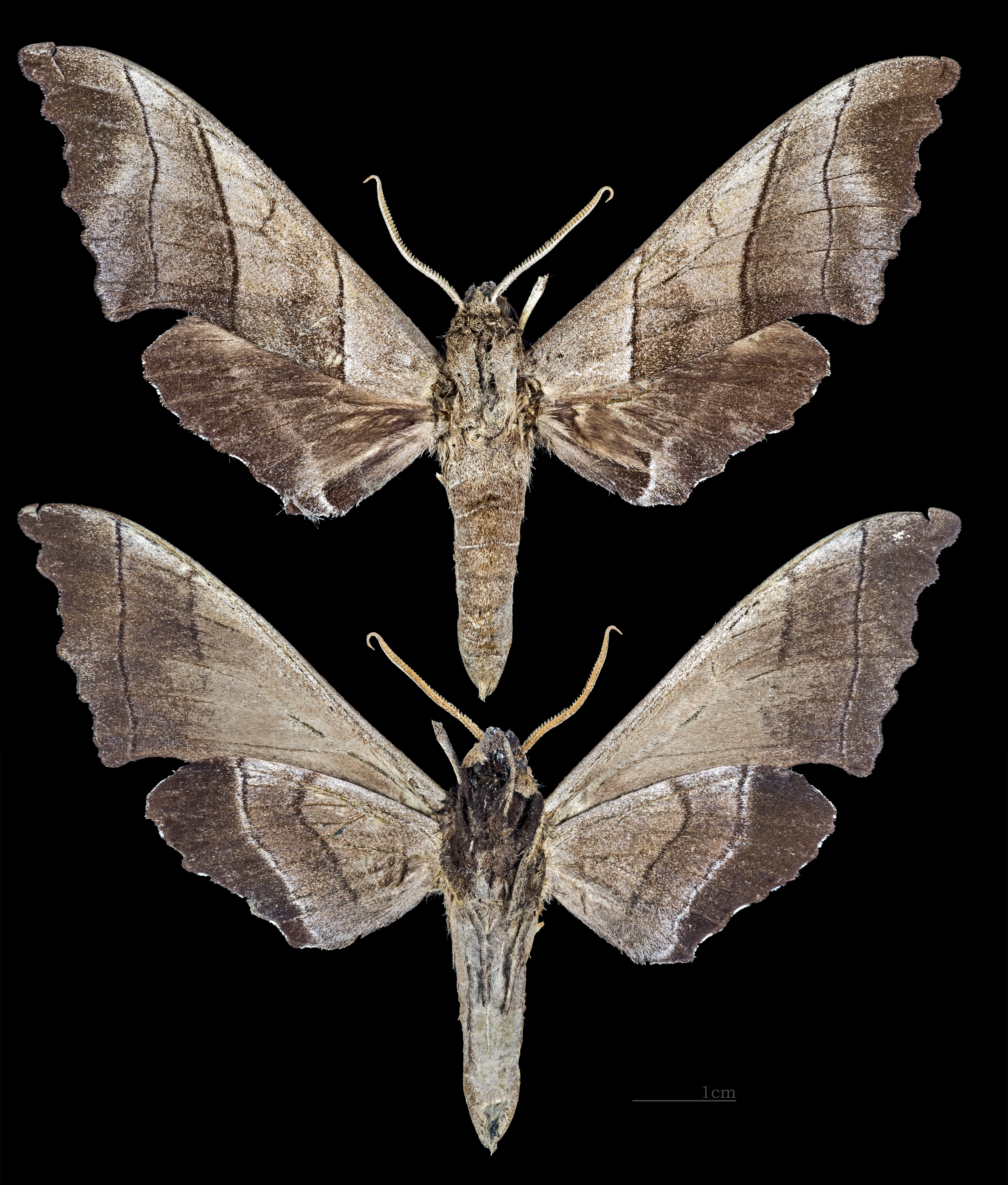
Polyptychus
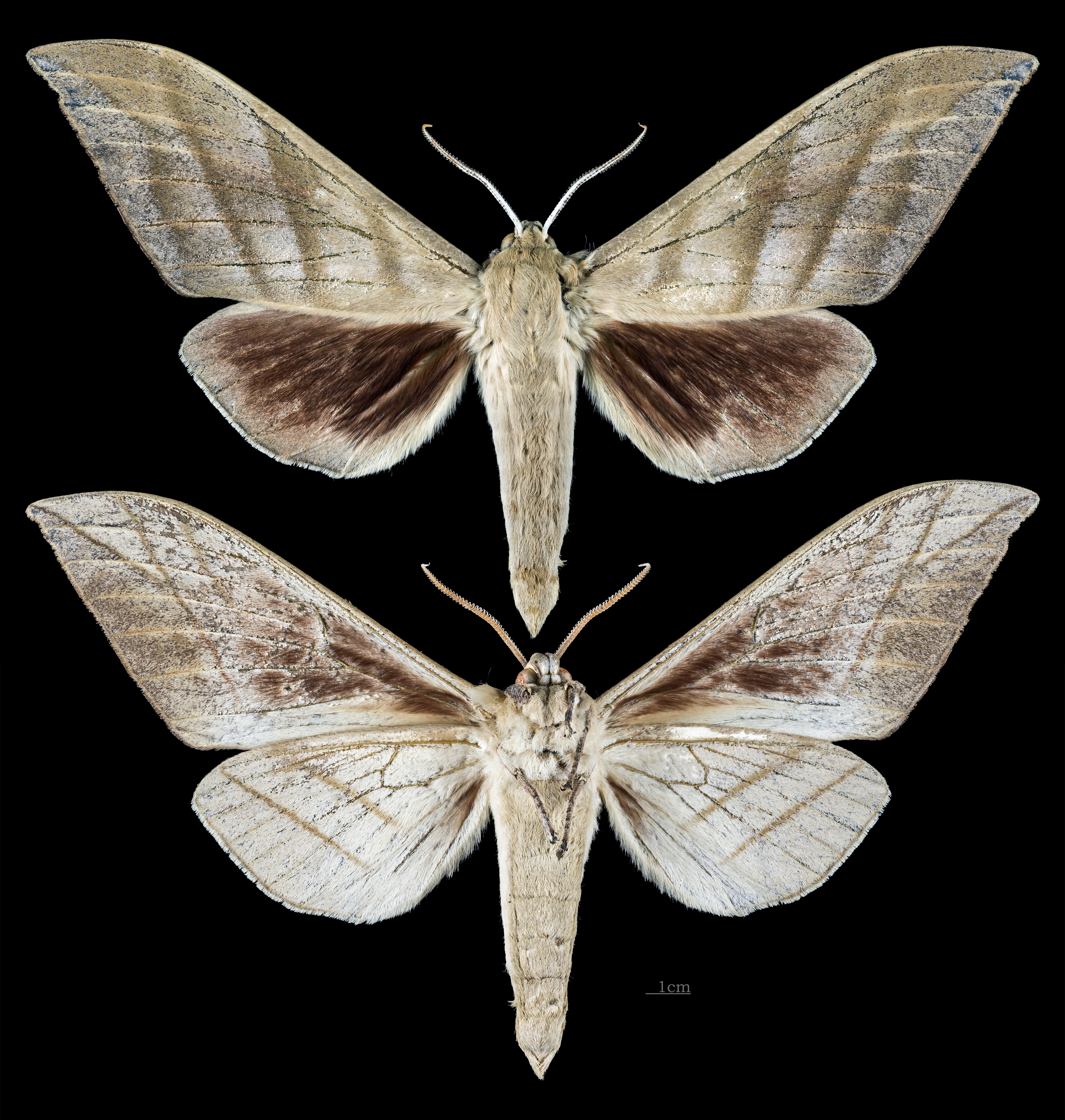
Rhodambulyx
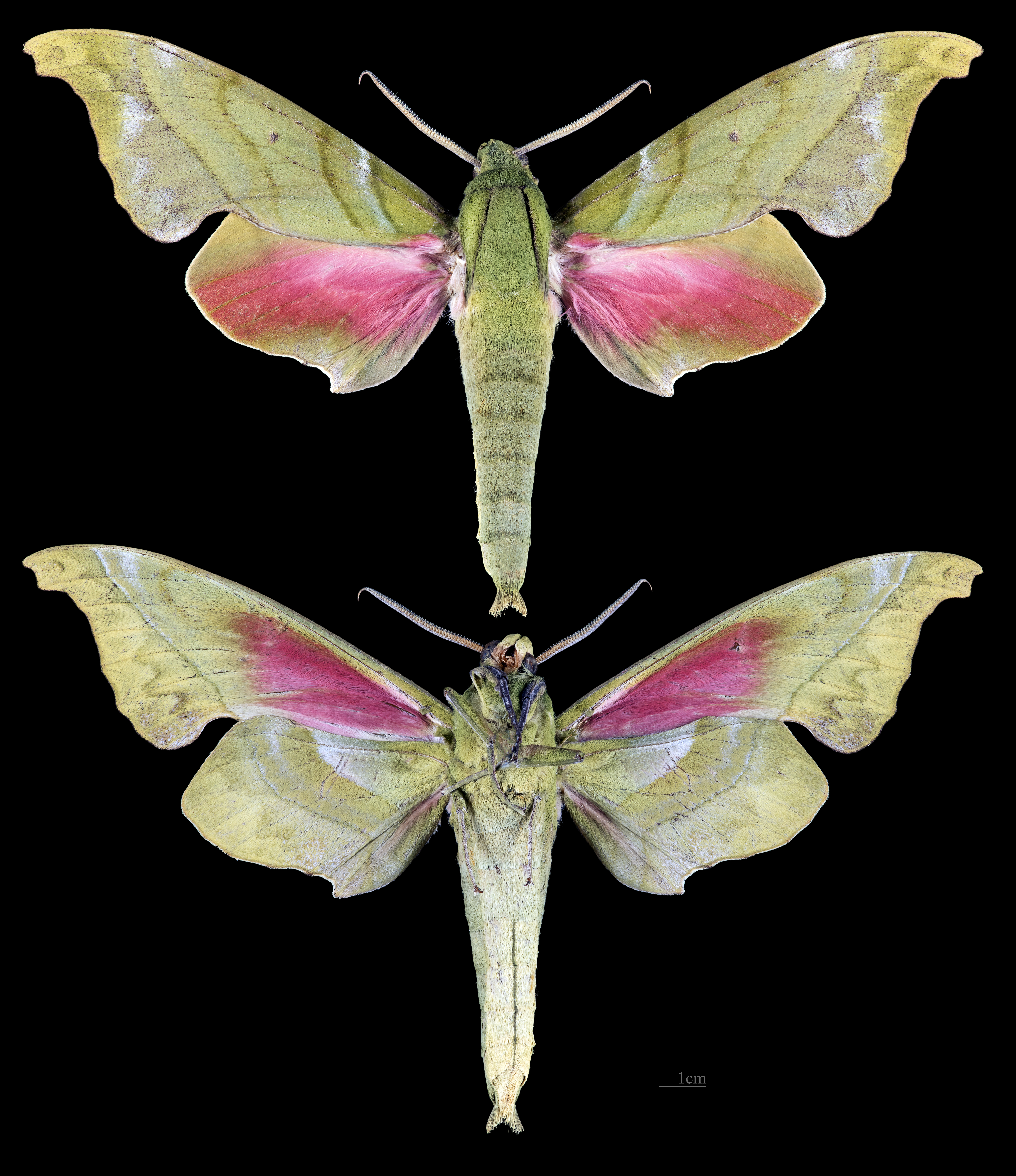
Rhodoprasina
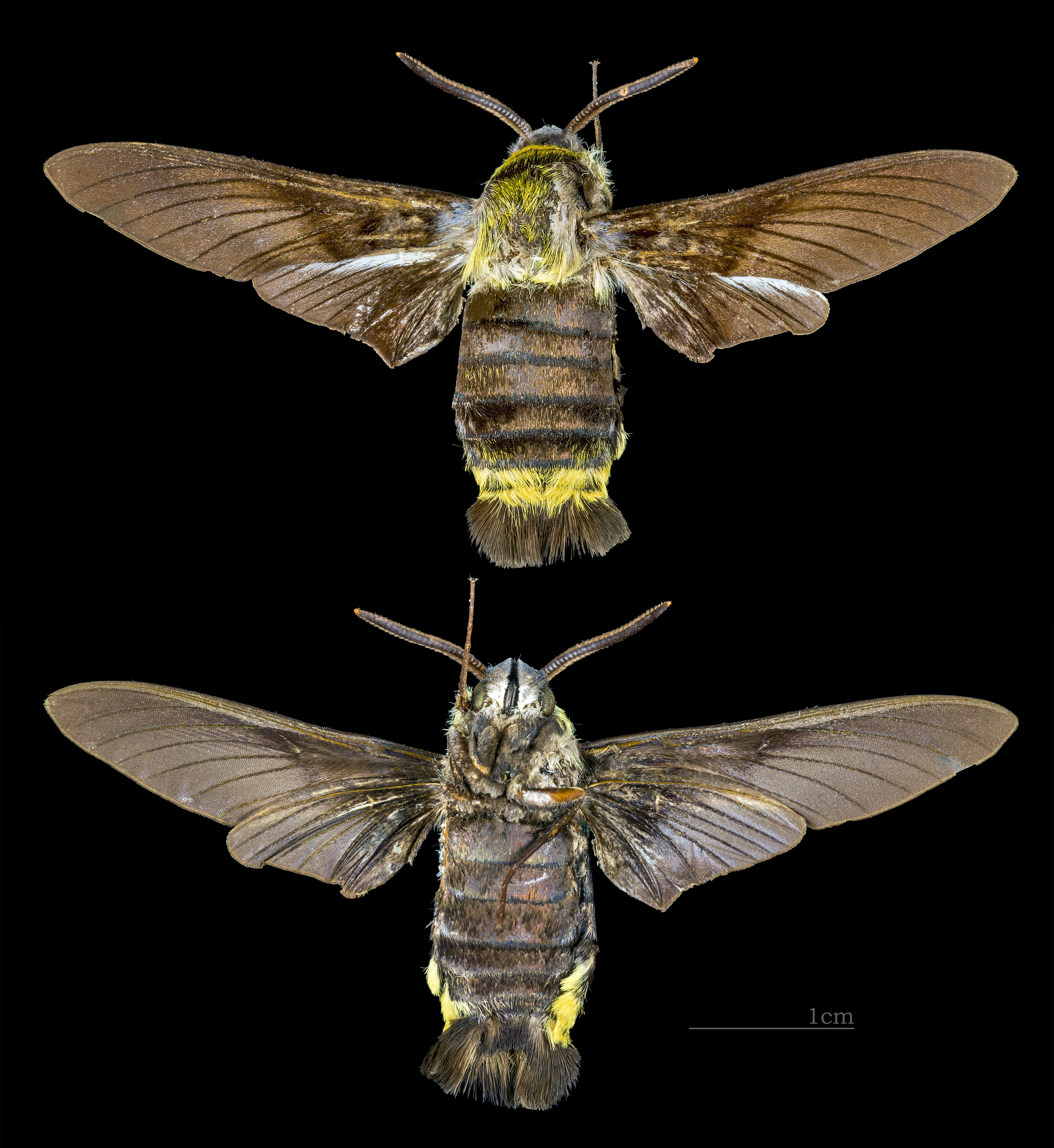
Sataspes
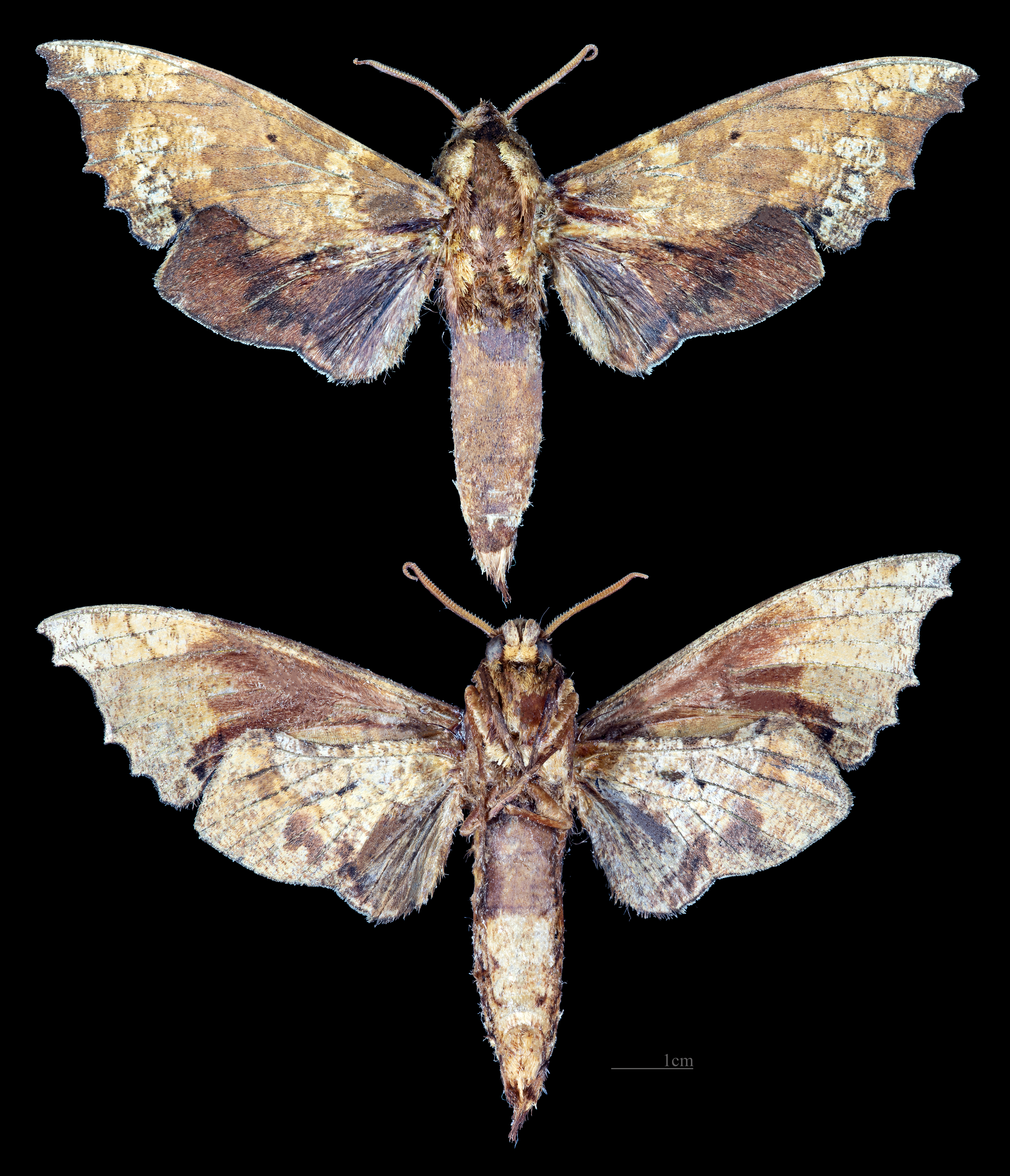
Smerinthulus
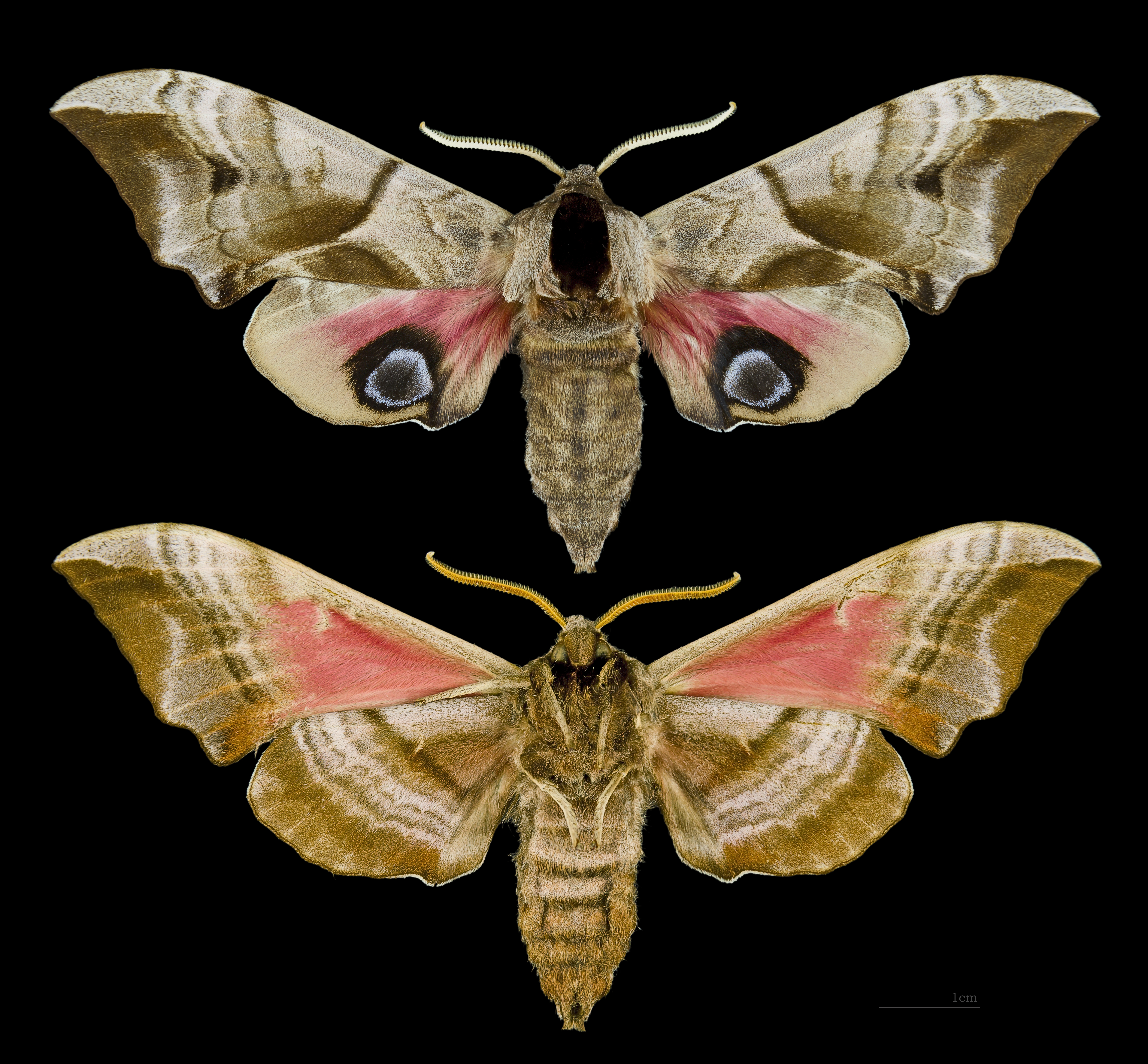
Smerinthus

Liste des genres en Europe
- Laothoe
- Marumba
- Mimas
- Polyptychus
- Smerinthus